# Nowa Zelandia na Zimowych Igrzyskach Olimpijskich 1994
Nowozelandzka reprezentacja na Zimowych Igrzyskach Olimpijskich 1994 liczyła siedmiu sportowców – dwie kobiety i pięciu mężczyzn – którzy wystąpili w dwóch z dwunastu rozegranych dyscyplin. Chorążym reprezentacji był występujący w short tracku Tony Smith.
Najstarszym zawodnikiem reprezentacji był trzydziestoczteroletni łyżwiarz Tony Smith, najmłodszą zaś niespełna osiemnastoletnia narciarka alpejska Claudia Riegler. Była ona jednocześnie jedyną debiutantką na zawodach tej rangi, Simon Wi Rutene występował po raz czwarty, dla pozostałych zawodników natomiast były to drugie zimowe igrzyska. Dodatkowo Chris Nicholson został trzykrotnym olimpijczykiem, wystąpił bowiem w kolarskim wyścigu drużynowym na czas podczas letnich igrzysk w Barcelonie.
Nowozelandzki Komitet Olimpijski, powstały w 1911 roku i uznany przez MKOl w roku 1919, po raz pierwszy wysłał zawodników na zimowe igrzyska w 1952 roku, następnie w roku 1960, a od 1968 roku sportowcy z tego kraju regularnie uczestniczą w tych zawodach. Igrzyska w Lillehammer były zatem dziesiątym startem Nowozelandczyków – w poprzednich dziewięciu występach reprezentanci tego kraju zdobyli jeden medal. Autorką tego osiągnięcia była Annelise Coberger, która dwa lata wcześniej, w Albertville, zdobyła w slalomie historyczny srebrny medal zimowych igrzysk olimpijskich dla Nowej Zelandii.

## Statystyki według dyscyplin
Spośród dwunastu dyscyplin sportowych, które Międzynarodowy Komitet Olimpijski włączył do kalendarza igrzysk, reprezentacja Nowej Zelandii wzięła udział w dwóch. Najliczniejszą reprezentację kraj ten wystawił w short tracku, gdzie wystąpiło czterech zawodników.
| Lp      | Sport                 | Mężczyźni | Kobiety | Łącznie |
| ------- | --------------------- | --------- | ------- | ------- |
| 1       | Narciarstwo alpejskie | 1         | 2       | 3       |
| 2       | Short track           | 4         | –       | 4       |
| Łącznie | Łącznie               | 5         | 2       | 7       |

## Konkurencje

### Narciarstwo alpejskie
Nową Zelandię w narciarstwie alpejskim reprezentowało troje zawodników – jeden mężczyzna i dwie kobiety. Wystąpili oni w czterech z pięciu konkurencji zaliczając łącznie sześć startów.
Simon Wi Rutene, dla którego były to już czwarte igrzyska, wystartował w czterech konkurencjach. W kombinacji alpejskiej, której sześć lat wcześniej nie ukończył, zajął ostatecznie 20. miejsce – plasując się 14 lutego na 39. pozycji w zjeździe, a dzień później na 20. i 17. w dwóch przejazdach slalomowych. Pozostałych trzech konkurencji – supergiganta, slalomu giganta oraz slalomu – rozegranych odpowiednio 17, 23 i 27 lutego – nie ukończył. W konkurencjach tych zwyciężyli Lasse Kjus, dwukrotnie Markus Wasmeier oraz Thomas Stangassinger.
Obydwie reprezentantki Nowej Zelandii zaprezentowały się w żeńskim slalomie 26 lutego. Zarówno broniąca tytułu wicemistrzowskiego Annelise Coberger, jak i debiutująca Claudia Riegler nie ukończyły swoich przejazdów. Triumfatorką tej konkurencji została Vreni Schneider.

#### Mężczyźni
- Simon Wi Rutene

| Wydarzenie    | Zawodnik        | Zjazd 1. | Msc. 1. | Zjazd 2. | Msc. 2. | Zjazd 3. | Msc. 3. | Suma    | Miejsce |
| ------------- | --------------- | -------- | ------- | -------- | ------- | -------- | ------- | ------- | ------- |
| Kombinacja    | Simon Wi Rutene | 1:41,88  | 39.     | 53,41    | 20.     | 50,19    | 17.     | 3:25,48 | 20.     |
| Supergigant   | Simon Wi Rutene | DNF      | DNF     | —        | —       | —        | —       | –       | nkl.    |
| Slalom gigant | Simon Wi Rutene | DNF      | DNF     | NQ       | NQ      | —        | —       | –       | nkl.    |
| Slalom        | Simon Wi Rutene | DNF      | DNF     | NQ       | NQ      | —        | —       | –       | nkl.    |

#### Kobiety
- Annelise Coberger
- Claudia Riegler

| Wydarzenie | Zawodniczka       | Zjazd 1. | Msc. 1. | Zjazd 2. | Msc. 2. | Suma | Miejsce |
| ---------- | ----------------- | -------- | ------- | -------- | ------- | ---- | ------- |
| Slalom     | Annelise Coberger | DNF      | DNF     | NQ       | NQ      | –    | nkl.    |
| Slalom     | Claudia Riegler   | 1:02,26  | 25.     | DNF      | DNF     | –    | nkl.    |

### Short track
Nową Zelandię w tej dyscyplinie reprezentowało czterech sportowców. Nowozelandzcy zawodnicy wystartowali we wszystkich trzech rozegranych wówczas męskich konkurencjach – cała czwórka w rywalizacji sztafet na 5000 metrów oraz trzech z nich w biegach na 500 i 1000 metrów.
Michael McMillen, Andrew Nicholson oraz Chris Nicholson wystartowali w obu konkurencjach indywidualnych. W zawodach na 1000 metrów rozegranych 22 lutego wszyscy trzej zajęli ostatnie miejsca w swoich wyścigach eliminacyjnych zajmując ostatecznie miejsca 25, 27 i 28. Tytuł mistrzowski sprzed dwóch lat obronił Koreańczyk Kim Ki-hoon. Również dwa dni później, w wyścigu na 500 metrów, zawodnicy ci odpadli w pierwszej rundzie, plasując się odpowiednio na miejscach 18, 28 i 29 w klasyfikacji końcowej. Zwyciężył natomiast Koreańczyk Chae Ji-hoon.
W rozegranym 24 lutego półfinale sztafet na 5000 metrów Nowozelandczycy zajęli ostatnie, czwarte miejsce. W finale B, który odbył się dwa dni później, zostali zaś zdyskwalifikowani i ostatecznie sklasyfikowani na ósmym miejscu zawodów, w których zwyciężył zespół Włoch.

#### Mężczyźni
- Michael McMillen
- Chris Nicholson
- Andrew Nicholson
- Tony Smith

| Wydarzenie      | Zawodnik                                                     | Kwalifikacje | Kwalifikacje | Ćwierćfinał | Ćwierćfinał | Półfinał | Półfinał | Finał | Finał   | Wynik | Wynik   |
| Wydarzenie      | Zawodnik                                                     | Czas         | Pozycja      | Czas        | Pozycja     | Czas     | Pozycja  | Czas  | Pozycja | Czas  | Pozycja |
| --------------- | ------------------------------------------------------------ | ------------ | ------------ | ----------- | ----------- | -------- | -------- | ----- | ------- | ----- | ------- |
| Bieg na 1000 m  | Michael McMillen                                             | 1:32,65      | 4.           | NQ          | NQ          | NQ       | NQ       | NQ    | NQ      | –     | 25.     |
| Bieg na 1000 m  | Andrew Nicholson                                             | 1:34,18      | 4.           | NQ          | NQ          | NQ       | NQ       | NQ    | NQ      | –     | 27.     |
| Bieg na 1000 m  | Chris Nicholson                                              | 1:34,91      | 4.           | NQ          | NQ          | NQ       | NQ       | NQ    | NQ      | –     | 28.     |
| Bieg na 500 m   | Andrew Nicholson                                             | 54,21        | 4.           | NQ          | NQ          | NQ       | NQ       | NQ    | NQ      | –     | 28.     |
| Bieg na 500 m   | Michael McMillen                                             | 44,98        | 3.           | NQ          | NQ          | NQ       | NQ       | NQ    | NQ      | –     | 18.     |
| Bieg na 500 m   | Chris Nicholson                                              | 1:03,43      | 4.           | NQ          | NQ          | NQ       | NQ       | NQ    | NQ      | –     | 29.     |
| Sztafeta 5000 m | Michael McMillen Chris Nicholson Andrew Nicholson Tony Smith | —            | —            | —           | —           | 7:21,58  | 4.       | DQ    | DQ      | –     | 8.      |